# Track & Field II
Track & Field II (conocido en Japón como Konami Sports in Seoul) es un videojuego de deportes publicado por Konami para Nintendo Entertainment System en 1988. Es una secuela de Track & Field.

## Pruebas disponibles
En "Track & Field II" existen seis eventos:
- Esgrima
- Triple salto
- Natación estilo libre
- Salto de gran altura
- Tiro al plato
- Lanzamiento de martillo
- Taekwondo
- Salto con Garrocha
- Canotaje
- Tiro con arco
- Carreras con obstáculos
- Barras Horizontales
- Ala delta (evento bonus)
- Tiro con arma (evento bonus)
- Pulsear en el Modo Versus solamente

(El triple salto, natación estilo libre, tiro al plato, salto con pértiga, y el tiro con arco eventos fueron presentados previamente en Hyper Sports. Los eventos de lanzamiento de martillo y vallas fueron presentados originalmente en la pista original y campo. A pesar de la gimnasia fue presentado en Hyper Sports, que juego tenía el Salto de caballo en lugar de la barra horizontal.)

## Países representados
| - Alemania - Argentina - Australia - Bélgica - Bolivia - Brasil - Bulgaria | - Camerún - Canadá - China - Corea del Sur - Ecuador - España - Estados Unidos | - Francia - Irak - Irán - Japón - Kenia - Liberia - Polonia | - Portugal - Reino Unido - República Centroafricana - Senegal - Suecia - Unión Soviética |